# مارتي ستيوارت
مارتي ستيوارت (بالإنجليزية: Marty Stuart)‏ هو مغني وموسيقي ومغن مؤلف أمريكي، ولد في 30 سبتمبر 1958 في فيلادلفيا في الولايات المتحدة.

## وصلات خارجية
- الموقع الرسمي
- مارتي ستيوارت على موقع IMDb (الإنجليزية)
- مارتي ستيوارت على موقع ميوزك برينز (الإنجليزية)
- مارتي ستيوارت على موقع أول ميوزيك (الإنجليزية)
- مارتي ستيوارت على موقع ديسكوغز (الإنجليزية)
- مارتي ستيوارت على موقع قاعدة بيانات الفيلم (الإنجليزية)